# Пушечный двор

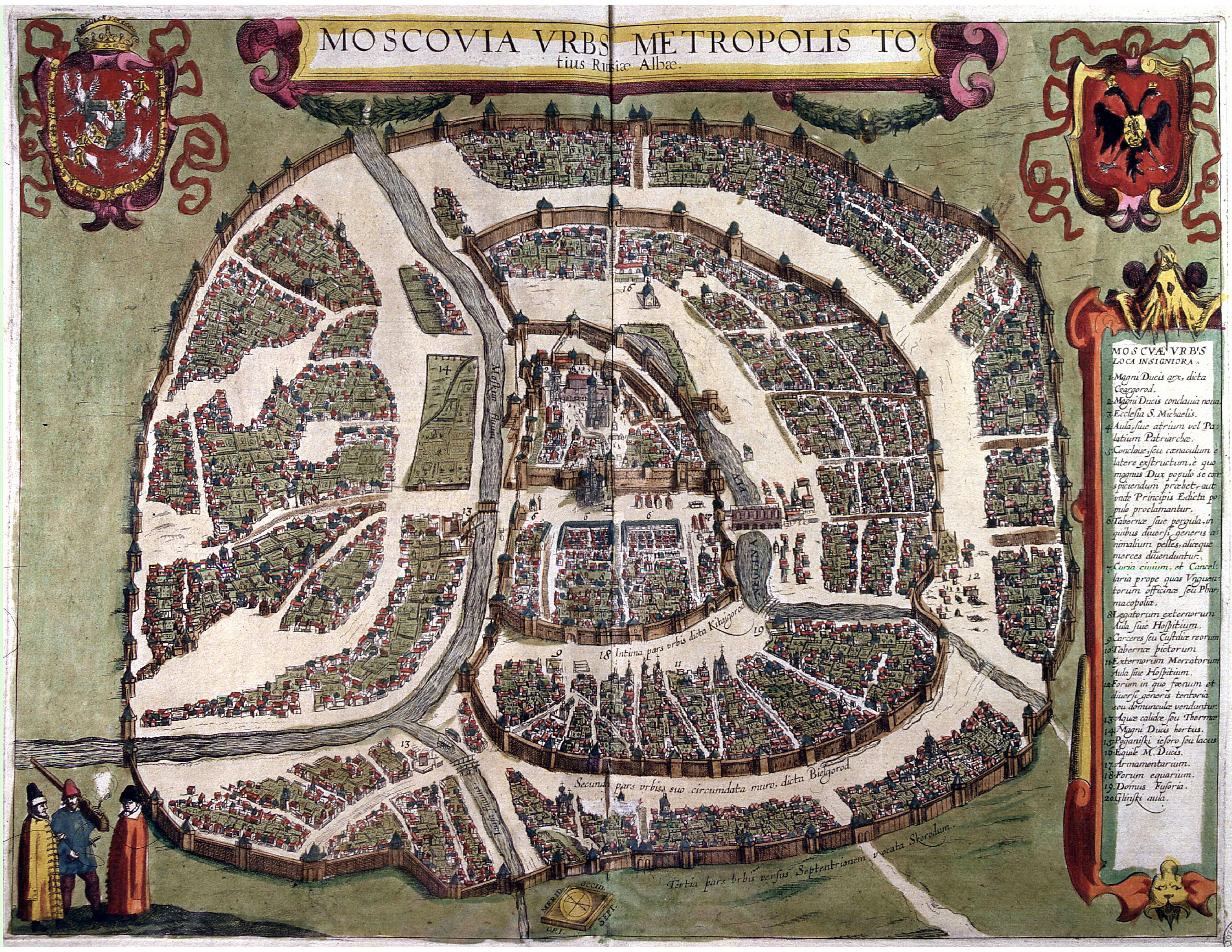
Сигизмундов чертёж Московии, выполненный поляками, гравированный в 1610 году. Последний по времени план Москвы, составленный до разрушений 1612 года. План развёрнут на 90 градусов: север — справа, сверху — запад, под № 19 — Литейный дом.

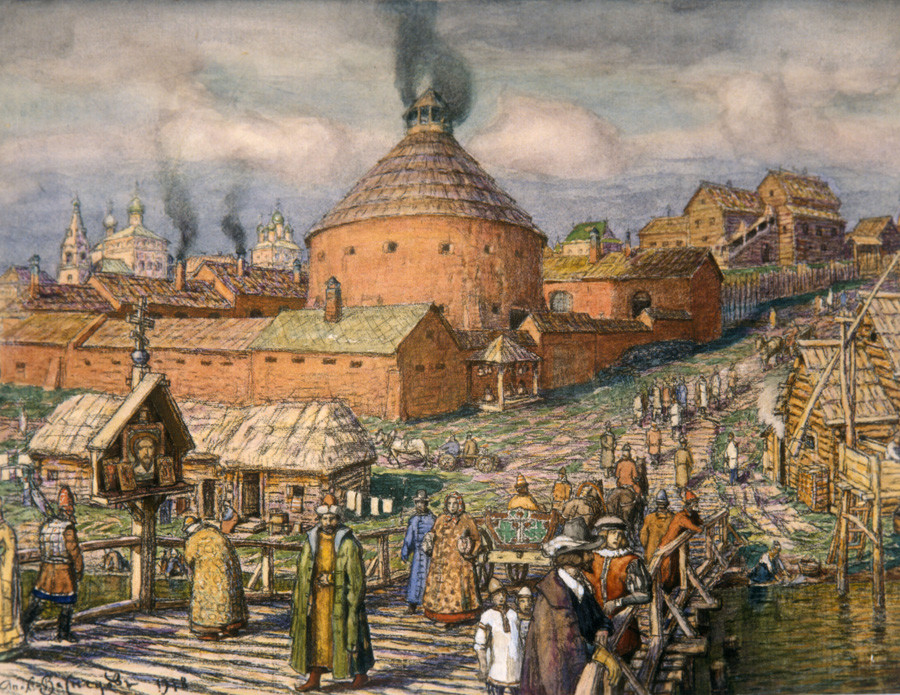
А. М. Васнецов, Пушечный двор в XVI веке.

Пушечный двор (Москва) — центр пушечно-литейного и колокольного производства в России в XVI—XVII веках.
Под данным словосочетанием также понимаются производственные центры литейного дела во многих городах (краях, сторонах) Русского государства (на Псковщине, Новгородчине, Вологодчине и так далее).

## История
Создан в конце XV века на базе пушечной избы, первое летописное упоминание о которой относится к 1475 году. Его создание связывают с именем Аристотеля Фиораванти и нескольких приглашенных Иваном III по его просьбе итальянских оружейных мастеров. В летописях указан один из них по имени Павлин Дебосис, отливший в 1488 году «пушку велику». Тогда же летопись упоминает и первого русского оружейного мастера по имени Яков, отлившего в 1483 и 1485 годах две медные пушки (пищали) весом в 16 пудов каждая (в 1667 году они ещё применялись в боевых действиях, одна по сей день хранится в Военно-историческом музее артиллерии, инженерных войск и войск связи в Санкт-Петербурге). Располагался в стольном граде Москве первоначально у «трех мостов из Фроловских ворот в Китай-город», а после пожара 1498 года — на реке Неглинной в районе современной Лубянской площади и Пушечной улицы. На польском плане Московии, 1610 года, указан под названием Литейный дом под № 19, как знаковый объект для последующей оккупации столицы Русского государства.
С началом добычи меди на реке Печоре (месторождение открыто в 1491 году) масштабы производства пушечного двора стали расти. После крупной реконструкции в середине XVI века Пушечный двор представлял собой государственную мануфактуру с плавильными печами, кузницами, литейными амбарами и другими предприятиями, был одним из передовых в техническом отношении производств своего времени. С середины XVII века кузнечные молоты двора приводились в движение с помощью воды. На предприятии работало в разные годы от 130 до 400—500 человек, включая мастеров, подмастерьев и учеников 32 профессий (пушечники, литцы, кузнецы и другие).
Отливались орудия (пушки), в том числе с раструбом и казнозарядные, а также колокола.
После катастрофического пожара 1699 года, а особенно после создания Петром I новых оружейных производств в Туле, в Карелии и на Урале значение Пушечного двора стало уменьшаться. В 1802—1803 годах здания Пушечного двора были снесены.

## Известные изделия
Замечательными образцами пушечно-литейного искусства XVI—XVII веков являются отлитые в 1579—1617 гг. литейщиком Андреем Чоховым именные осадные орудия (пищали) калибром 152−183 мм, часть из которых можно также увидеть в экспозиции ВИМАИВиВС, а некоторые в шведском замке «Грипсхольм». А такие, как отлитая им же в 1586 году Царь-пушка и Царь-колокол, отлитый русскими мастерами И. Ф. Маториным и М. И. Маториным в 1733—1735 годах, экспонируемые в Московском Кремле, без сомнения, являются выдающимися памятниками русского литейного искусства.

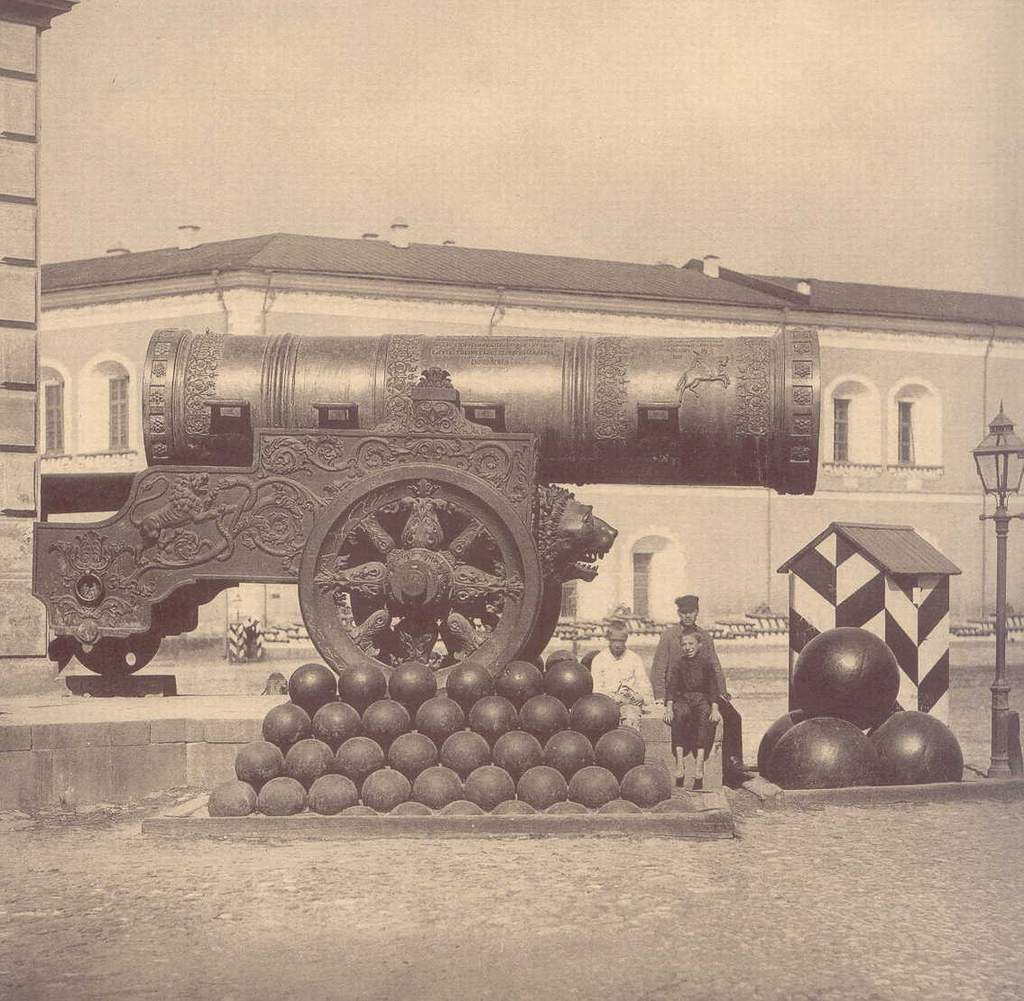
Царь-пушка. Фото «Шерер, Набгольц & Ко». XIX век.
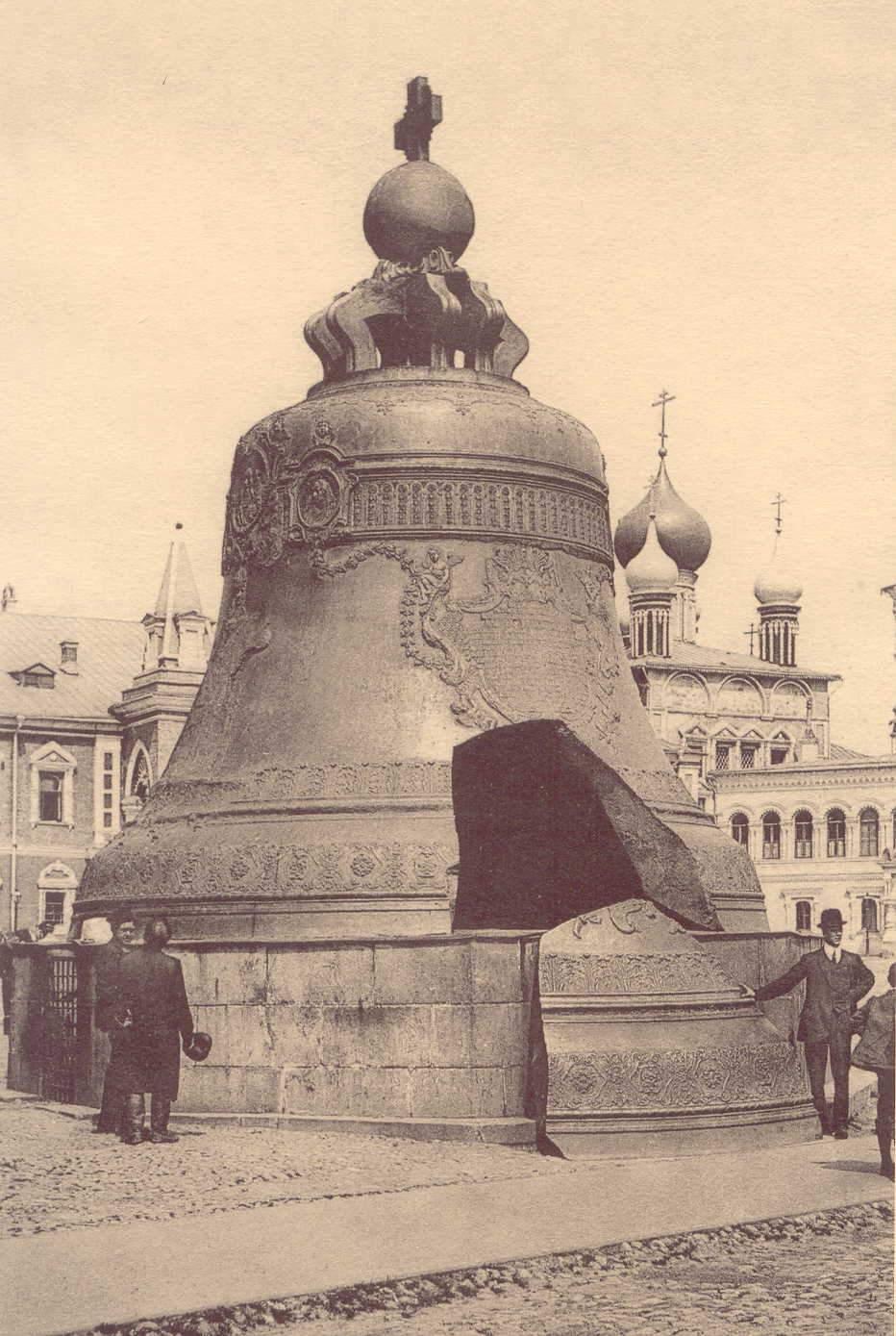
Царь-колокол. «Фото Шерер, Набгольц & Ко». XIX век.

## Пушечные дворы в других городах
Подобные дворы в XVI—XVII веках существовали в Устюге, Вологде, Новгороде, Пскове и других русских городах. В XVIII веке, в связи с созданием ряда военных заводов в разных районах России, значение Пушечного двора в Москве упало; в конце века он стал хранилищем (арсеналом) оружия, боеприпасов и знамён.